# Acmella paniculata
Az Acmella paniculata a fészkesvirágzatúak (Asterales) rendjébe és az őszirózsafélék (Asteraceae) családjába tartozó faj.

## Előfordulása
Az Acmella paniculata eredeti előfordulási területe már nem ismert, viszont manapság fellelhető a következő országokban: Banglades, Brazília, Ecuador, India (Ándhra Prades, Asszám, Karnátaka, Kerala, Madhja Prades, Meghálaja, Rádzsasztán, Tamilnádu), Indonézia, Kína, Kínai Köztársaság, Kolumbia, Nepál, Pápua Új-Guinea, Peru, Salamon-szigetek, Srí Lanka, Thaiföld és Vietnám.

## Életmódja
Ez az évelő növény, általában 10-2300 méteres tengerszint fölötti magasságok között található meg. Habár elsősorban a mocsarak, lápok, dagadólápok, folyópartok és rizsföldek lakója, az Acmella paniculata a szárazabb területeken is megél.